# Rappresentazione unitaria
In matematica, una rappresentazione unitaria di un gruppo G è una rappresentazione lineare π di G su uno spazio di Hilbert complesso V tale che π(g) è un operatore unitario per ogni g ∈ G. La teoria generale è molto sviluppata nel caso in cui G è un gruppo topologico localmente compatto (Hausdorff) e le rappresentazioni sono fortemente continue.
La teoria è stata ampiamente sviluppata nell'ambito della meccanica quantistica sin dal 1920, e fu particolarmente influenzata dal libro Gruppentheorie und Quantenmechanik (1928) di Hermann Weyl. Uno dei pionieri nella costruzione di una teoria generale per le rappresentazioni unitarie è stato inoltre George Mackey.